# 米谷半平 (6代)
6代 米谷 半平（こめたに はんべい、1852年1月3日（嘉永4年12月12日） - 1927年（昭和2年）5月27日）は、明治から大正時代の政治家。実業家。銀行家。貴族院多額納税者議員。

## 経歴
加賀国、のちの石川県能美郡安宅町（現小松市）出身。先代米谷半平の三男として生まれ、亡兄半平の跡を継ぎ襲名した。
米谷銀行を経営したほか、石川県農工銀行、北陸興業各取締役などを歴任した。また、公共事業に尽くし第五回関西府県連合共進会特別委員や日本赤十字社特別委員に挙げられ有功章を送られたほか、帝国義勇艦隊建設費を寄附し、愛国婦人会に尽力し賞状を授かった。このほか、日露戦争の功により勲四等旭日小綬章を受章した。
1899年（明治32年）石川県多額納税者として補欠選挙で貴族院議員に互選され、同年7月11日から1904年（明治37年）9月28日まで務めた。